# Saint-Jean-d'Angle
Pour les articles homonymes, voir Saint-Jean.
Saint-Jean-d'Angle est une commune du sud-ouest de la France, située dans le département de la Charente-Maritime (région Nouvelle-Aquitaine).
Ses habitants sont appelés les Anglois et les Angloises.

## Géographie
La commune est une des étapes d'un sentier de grande randonnée balisé, le GR 360.

### Communes limitrophes
| Beaugeay               | Saint-Agnant                  |           |
| Marennes-Hiers-Brouage | Saint-Jean-d'Angle            | Champagne |
| Saint-Just-Luzac       | La Gripperie-Saint-Symphorien |           |

## Urbanisme

### Typologie
Au 1er janvier 2024, Saint-Jean-d'Angle est catégorisée commune rurale à habitat dispersé, selon la nouvelle grille communale de densité à 7 niveaux définie par l'Insee en 2022.
Elle est située hors unité urbaine. Par ailleurs la commune fait partie de l'aire d'attraction de Rochefort, dont elle est une commune de la couronne,. Cette aire, qui regroupe 33 communes, est catégorisée dans les aires de 50 000 à moins de 200 000 habitants,.

### Occupation des sols
L'occupation des sols de la commune, telle qu'elle ressort de la base de données européenne d’occupation biophysique des sols Corine Land Cover (CLC), est marquée par l'importance des territoires agricoles (86,6 % en 2018), en diminution par rapport à 1990 (89 %). La répartition détaillée en 2018 est la suivante : 
prairies (70 %), terres arables (8,4 %), zones agricoles hétérogènes (8,3 %), forêts (6,1 %), zones humides intérieures (5,6 %), zones urbanisées (1,7 %). L'évolution de l’occupation des sols de la commune et de ses infrastructures peut être observée sur les différentes représentations cartographiques du territoire : la carte de Cassini (XVIIIe siècle), la carte d'état-major (1820-1866) et les cartes ou photos aériennes de l'IGN pour la période actuelle (1950 à aujourd'hui).

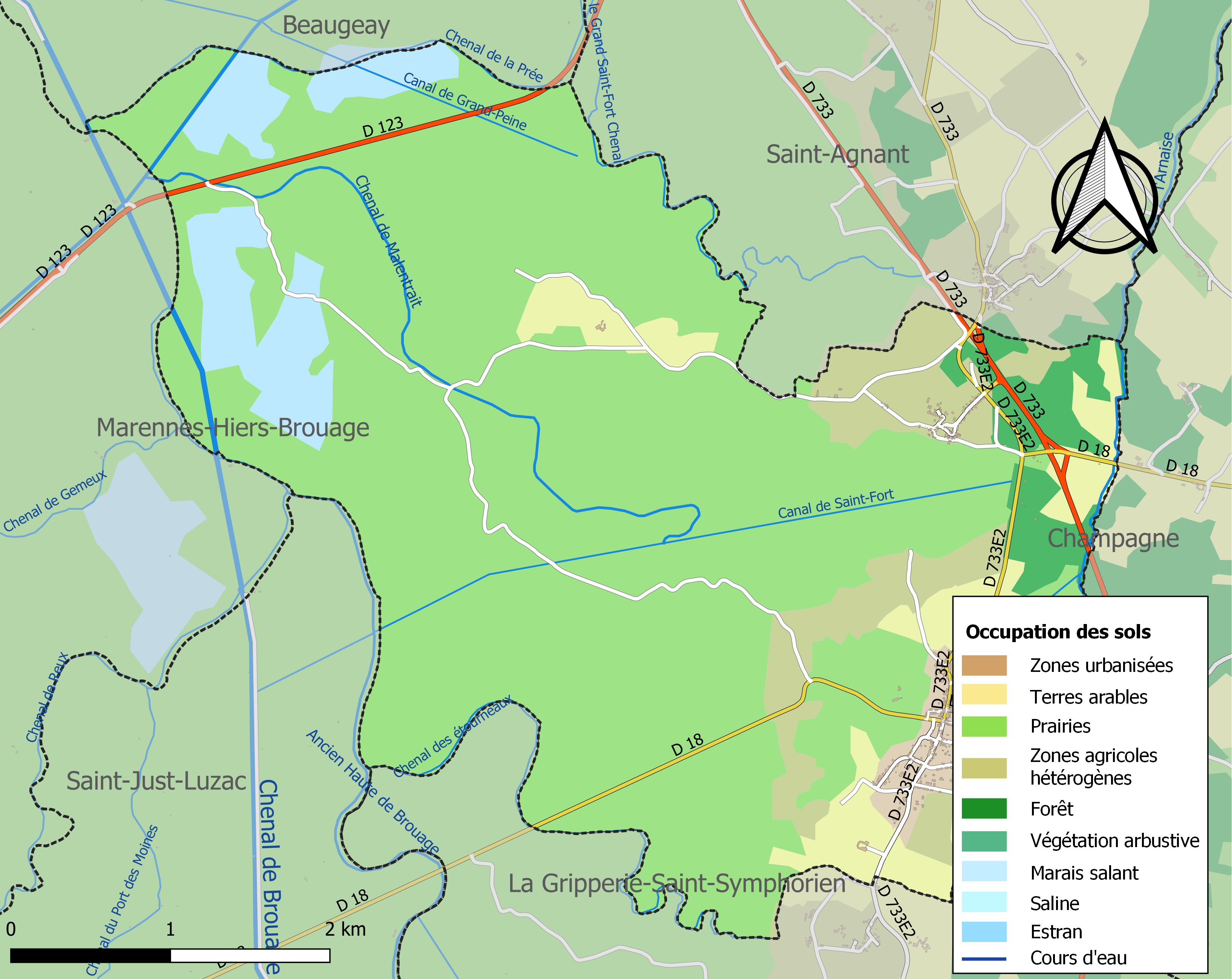
Carte des infrastructures et de l'occupation des sols de la commune en 2018 (CLC).

### Risques majeurs
Le territoire de la commune de Saint-Jean-d'Angle est vulnérable à différents aléas naturels : météorologiques (tempête, orage, neige, grand froid, canicule ou sécheresse), inondations, mouvements de terrains et séisme (sismicité modérée). Il est également exposé à un risque technologique, le transport de matières dangereuses. Un site publié par le BRGM permet d'évaluer simplement et rapidement les risques d'un bien localisé soit par son adresse soit par le numéro de sa parcelle.

#### Risques naturels
Certaines parties du territoire communal sont susceptibles d’être affectées par le risque d’inondation par débordement de cours d'eau, notamment le chenal de Brouage et le canal de la Seudre à la Charente, et par submersion marine. La commune a été reconnue en état de catastrophe naturelle au titre des dommages causés par les inondations et coulées de boue survenues en 1982, 1993, 1999, 2010, 2018 et 2020,.

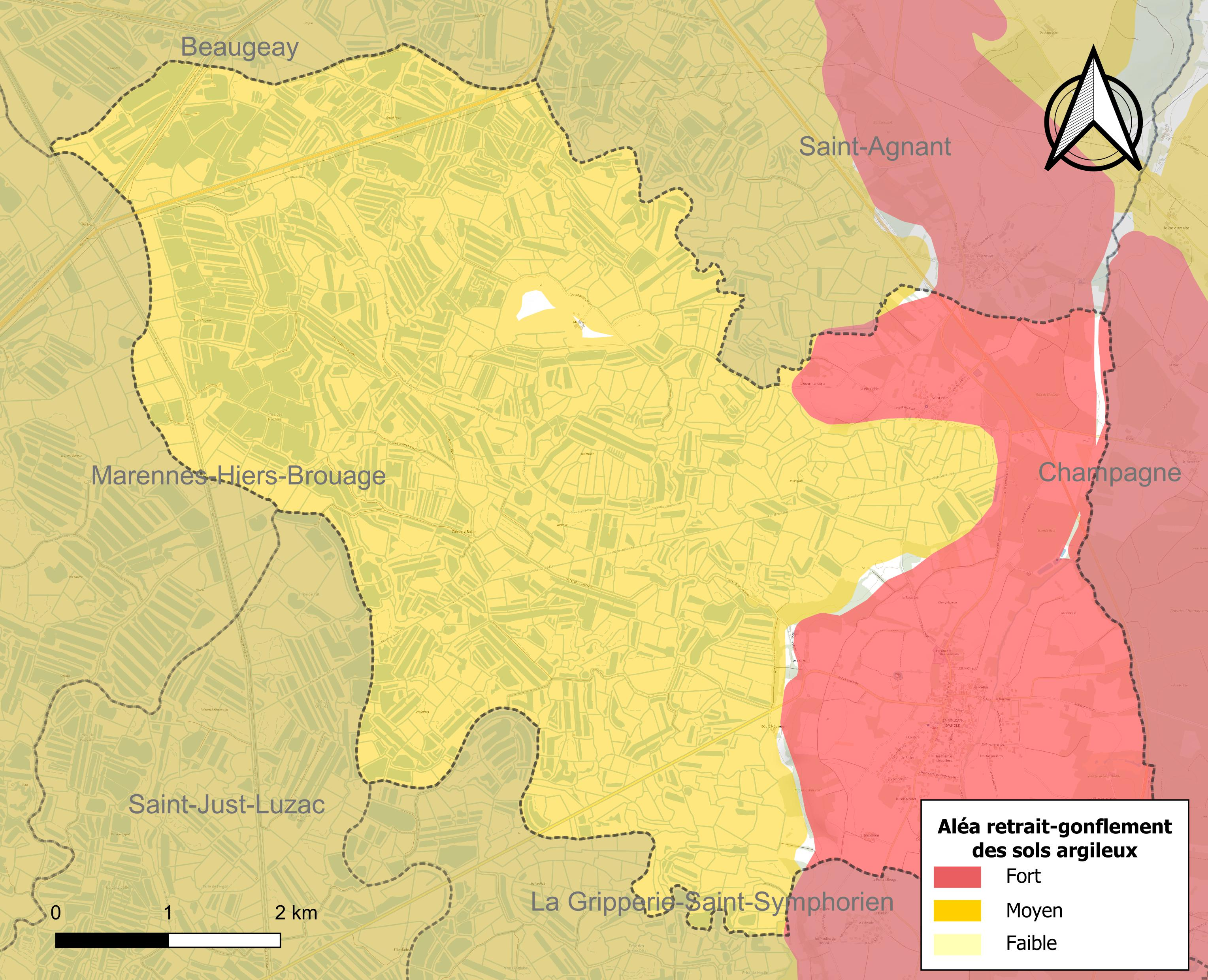
Carte des zones d'aléa retrait-gonflement des sols argileux de Saint-Jean-d'Angle.

Les mouvements de terrains susceptibles de se produire sur la commune sont des tassements différentiels.
Le retrait-gonflement des sols argileux est susceptible d'engendrer des dommages importants aux bâtiments en cas d’alternance de périodes de sécheresse et de pluie. 99,1 % de la superficie communale est en aléa moyen ou fort (54,2 % au niveau départemental et 48,5 % au niveau national). Sur les 299 bâtiments dénombrés sur la commune en 2019, 299 sont en aléa moyen ou fort, soit 100 %, à comparer aux 57 % au niveau départemental et 54 % au niveau national. Une cartographie de l'exposition du territoire national au retrait gonflement des sols argileux est disponible sur le site du BRGM,.
Par ailleurs, afin de mieux appréhender le risque d’affaissement de terrain, l'inventaire national des cavités souterraines permet de localiser celles situées sur la commune.
Concernant les mouvements de terrains, la commune a été reconnue en état de catastrophe naturelle au titre des dommages causés par la sécheresse en 2003, 2005 et 2017 et par des mouvements de terrain en 1999 et 2010.

#### Risques technologiques
Le risque de transport de matières dangereuses sur la commune est lié à sa traversée par une ou des infrastructures routières ou ferroviaires importantes ou la présence d'une canalisation de transport d'hydrocarbures. Un accident se produisant sur de telles infrastructures est susceptible d’avoir des effets graves sur les biens, les personnes ou l'environnement, selon la nature du matériau transporté. Des dispositions d’urbanisme peuvent être préconisées en conséquence.

## Toponymie
Le nom de la commune fait référence à Jean le Baptiste, à qui la paroisse avait été dédiée. La seconde partie fait soit référence au latin angulus « angle », ou bien aux Angles, peuple germanique.

## Histoire
- Le village tient sa richesse passée de la proximité des marais salants.
- En 1825, les communes de Saint-Jean-d'Angle et de Saint-Fort fusionnent.

## Administration
Site officiel de la commune de Saint Jean d'Angle

### Liste des maires
| Période                                  | Période  | Identité            | Étiquette | Qualité                                                        |
| ---------------------------------------- | -------- | ------------------- | --------- | -------------------------------------------------------------- |
| 2001                                     | 2008     | Jack Mounier        |           |                                                                |
| 2008                                     | 2014     | Danielle Hautecoeur |           |                                                                |
| 2014                                     | En cours | Michel Durieux      |           | Retraité 14e vice-président de la CA Rochefort Océan (2020 → ) |
| Les données manquantes sont à compléter. |          |                     |           |                                                                |

## Démographie

### Évolution démographique
L'évolution du nombre d'habitants est connue à travers les recensements de la population effectués dans la commune depuis 1793. Pour les communes de moins de 10 000 habitants, une enquête de recensement portant sur toute la population est réalisée tous les cinq ans, les populations de référence des années intermédiaires étant quant à elles estimées par interpolation ou extrapolation. Pour la commune, le premier recensement exhaustif entrant dans le cadre du nouveau dispositif a été réalisé en 2006.

En 2022, la commune comptait 698 habitants, en évolution de +1,16 % par rapport à 2016 (Charente-Maritime : +4,04 %, France hors Mayotte : +2,11 %).
| 1793 | 1800 | 1806 | 1821 | 1831 | 1836 | 1841 | 1846 | 1851 |
| ---- | ---- | ---- | ---- | ---- | ---- | ---- | ---- | ---- |
| 425  | 370  | 307  | 404  | 393  | 577  | 576  | 553  | 651  |

| 1856 | 1861 | 1866 | 1872 | 1876 | 1881 | 1886 | 1891 | 1896 |
| ---- | ---- | ---- | ---- | ---- | ---- | ---- | ---- | ---- |
| 580  | 583  | 556  | 532  | 513  | 546  | 538  | 531  | 539  |

| 1901 | 1906 | 1911 | 1921 | 1926 | 1931 | 1936 | 1946 | 1954 |
| ---- | ---- | ---- | ---- | ---- | ---- | ---- | ---- | ---- |
| 526  | 558  | 571  | 502  | 508  | 403  | 402  | 407  | 373  |

| 1962 | 1968 | 1975 | 1982 | 1990 | 1999 | 2006 | 2011 | 2016 |
| ---- | ---- | ---- | ---- | ---- | ---- | ---- | ---- | ---- |
| 442  | 456  | 431  | 464  | 486  | 510  | 534  | 619  | 690  |

| 2021 | 2022 | - | - | - | - | - | - | - |
| ---- | ---- | - | - | - | - | - | - | - |
| 696  | 698  | - | - | - | - | - | - | - |

## Lieux et monuments
- Les halles, dites « médiévales[19] ». Les premières halles ont été construites au XVIe siècle, mais le bâtiment actuel, inscrit aux monuments historiques, date du XVIIe[20]. Il a été construit vers 1630 et a longtemps servi de marché et de foire aux bestiaux. Devenues propriété de la commune en 1871, ces halles ont été désaffectées pour cause de vétusté au XXe siècle. Elles ont été réhabilitées en 2017 après un chantier de restauration[21].
- L'église Saint-Jean-Baptiste est construite dès le XIe siècle mais qui subit d'importantes transformations. Son clocher porche gothique début Renaissance, dont la flèche n'a pas été achevée fait 38 mètres de haut, ce qui est rare dans ces marais, est le dernier mis en chantier dans la région[22].
- Plusieurs maisons du XIIe au XVIe siècle[23].
- Château de Saint-Jean-d'Angle du XIIe au XVIIe siècle : originairement château de la Mothe. Le fief est cité au XIIe siècle avec Foucher de Saint-Jean-d'Angle, mais on ignore le nom du constructeur du château fort. Le 15 janvier 1310, on parle d'un "hébergement" appartenant au chevalier Johan Rémont. En 1406, le domaine est apporté par Yolande Bouchard à son époux Charles de Saint-Gelais. Leur descendante Charlotte de Saint-Gelais (+1652) fait agrandir le château en 1624.
- La ferme fortifiée des Tranquarts[réf. souhaitée].
- Le caveau de Charles de Comminges, XVIIe siècle, au hameau de Saint-Fort[24] (privé).

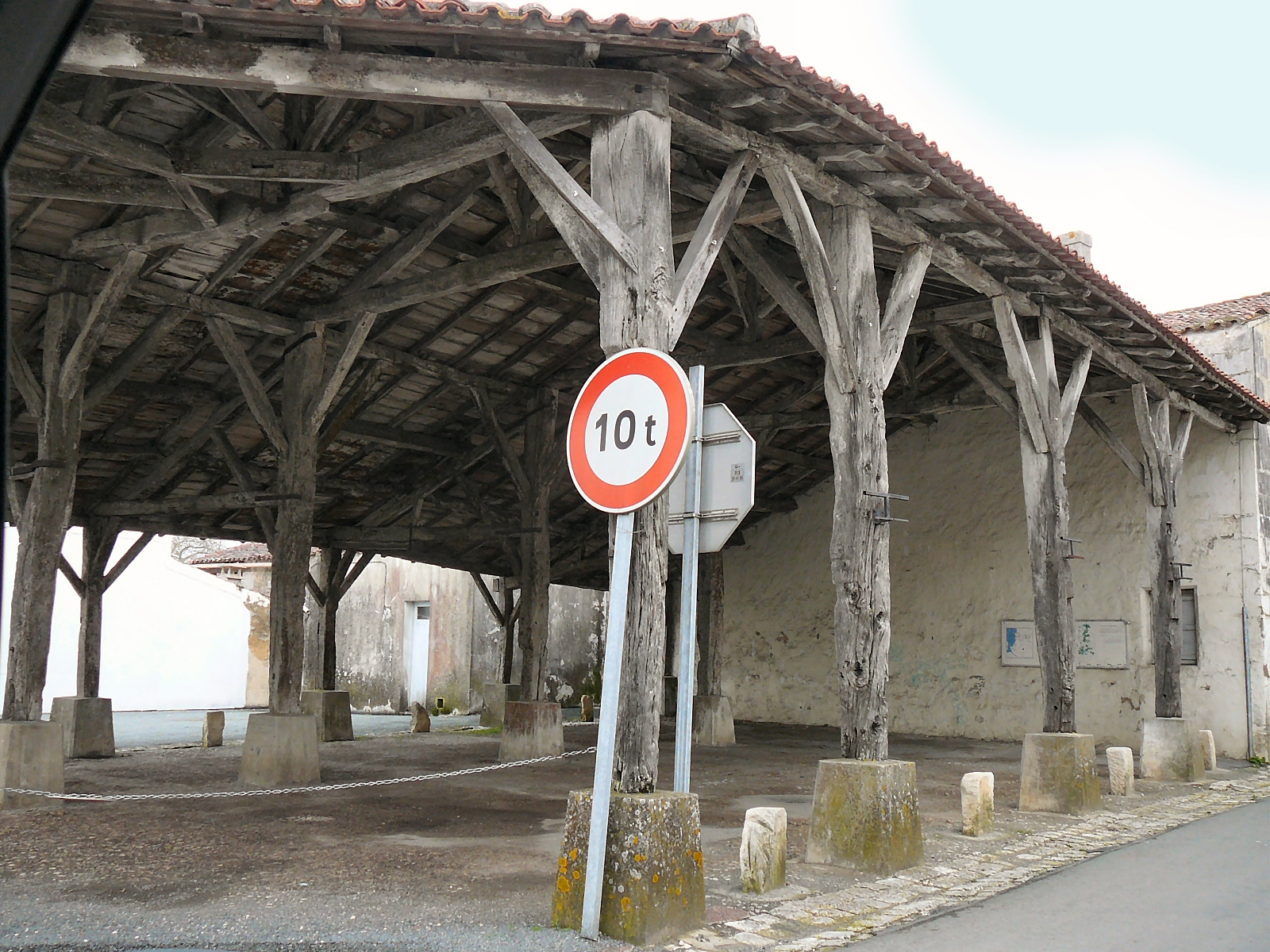
Les halles médiévales.
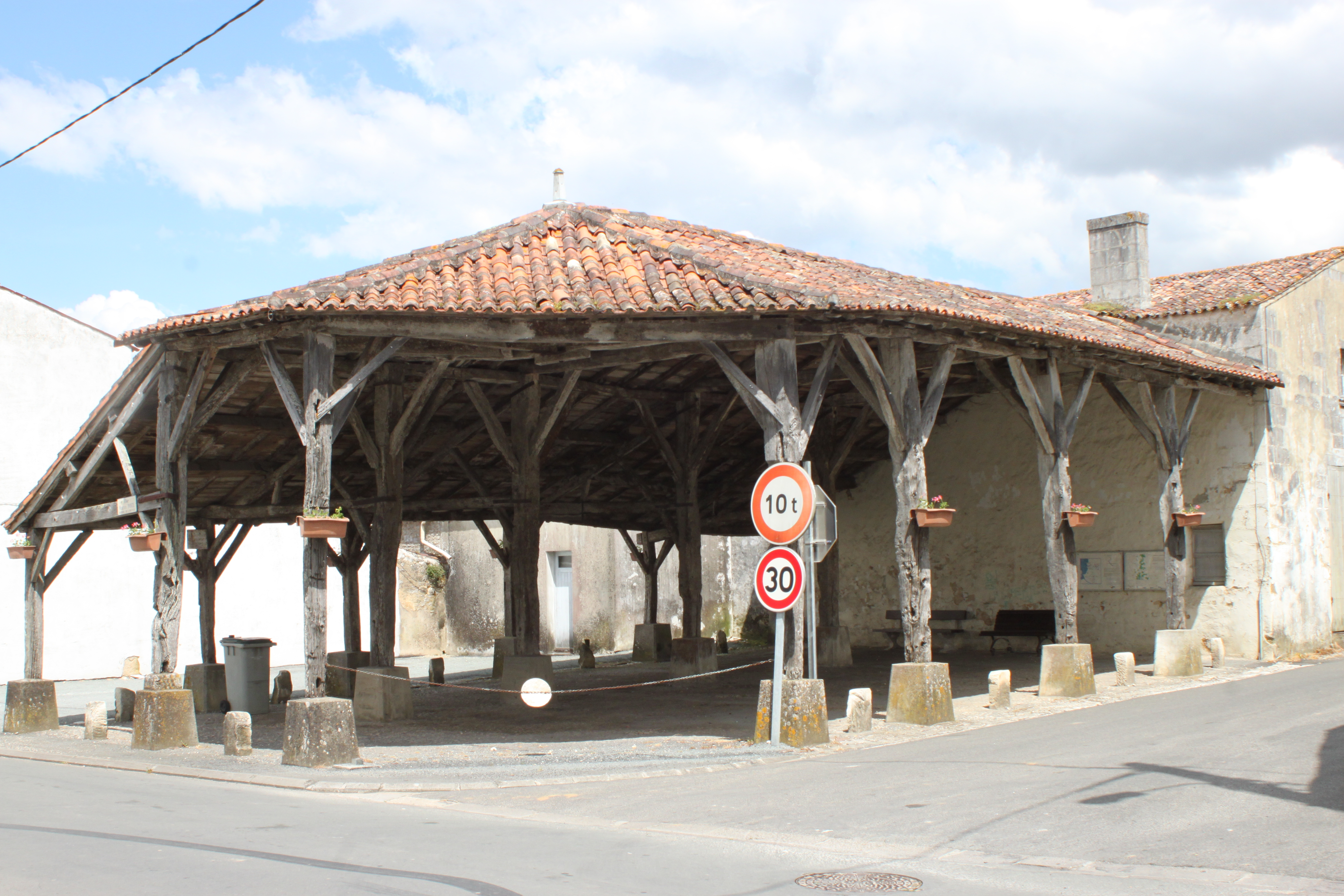
Les halles.
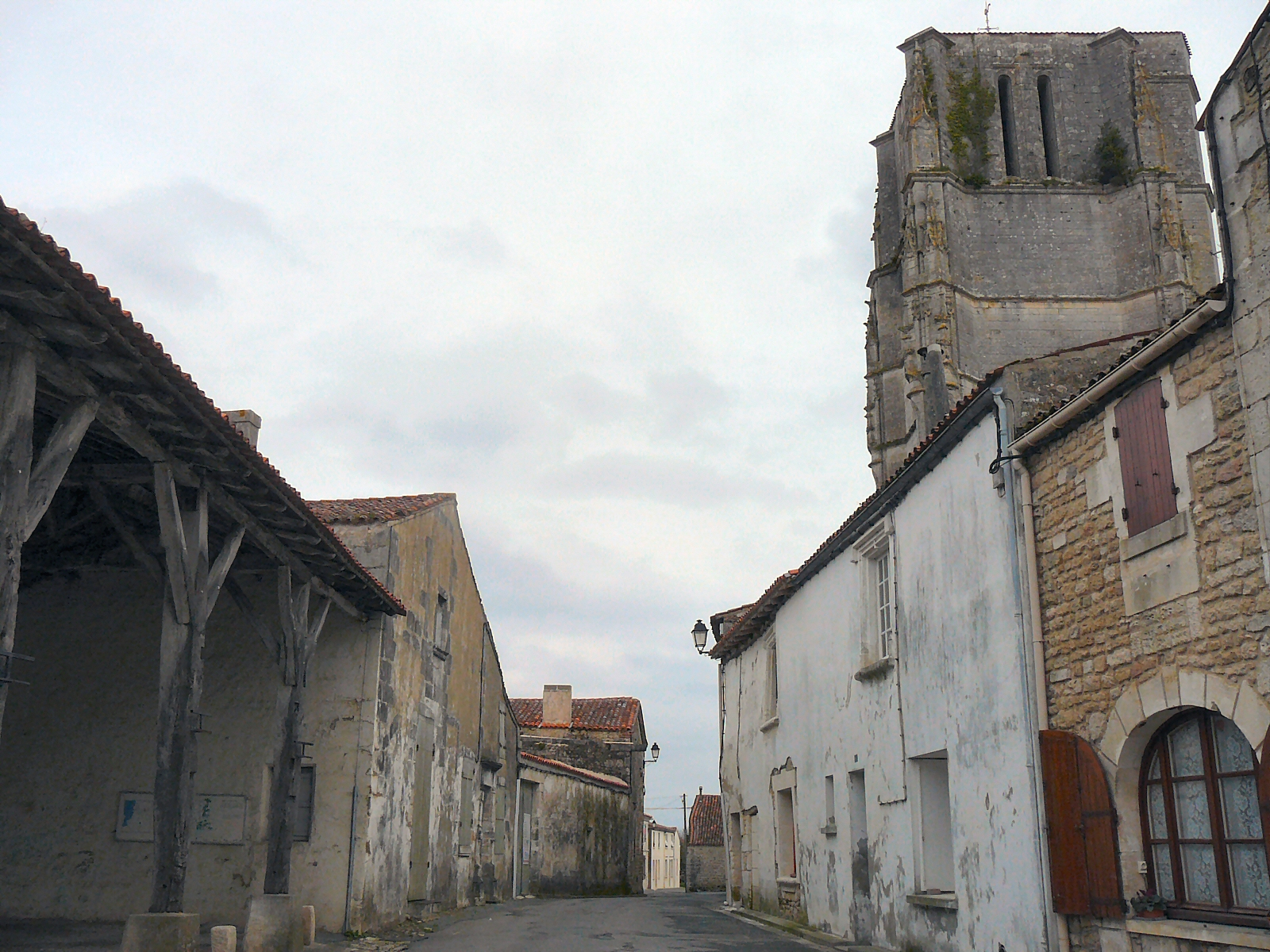
Une rue du village médiéval.
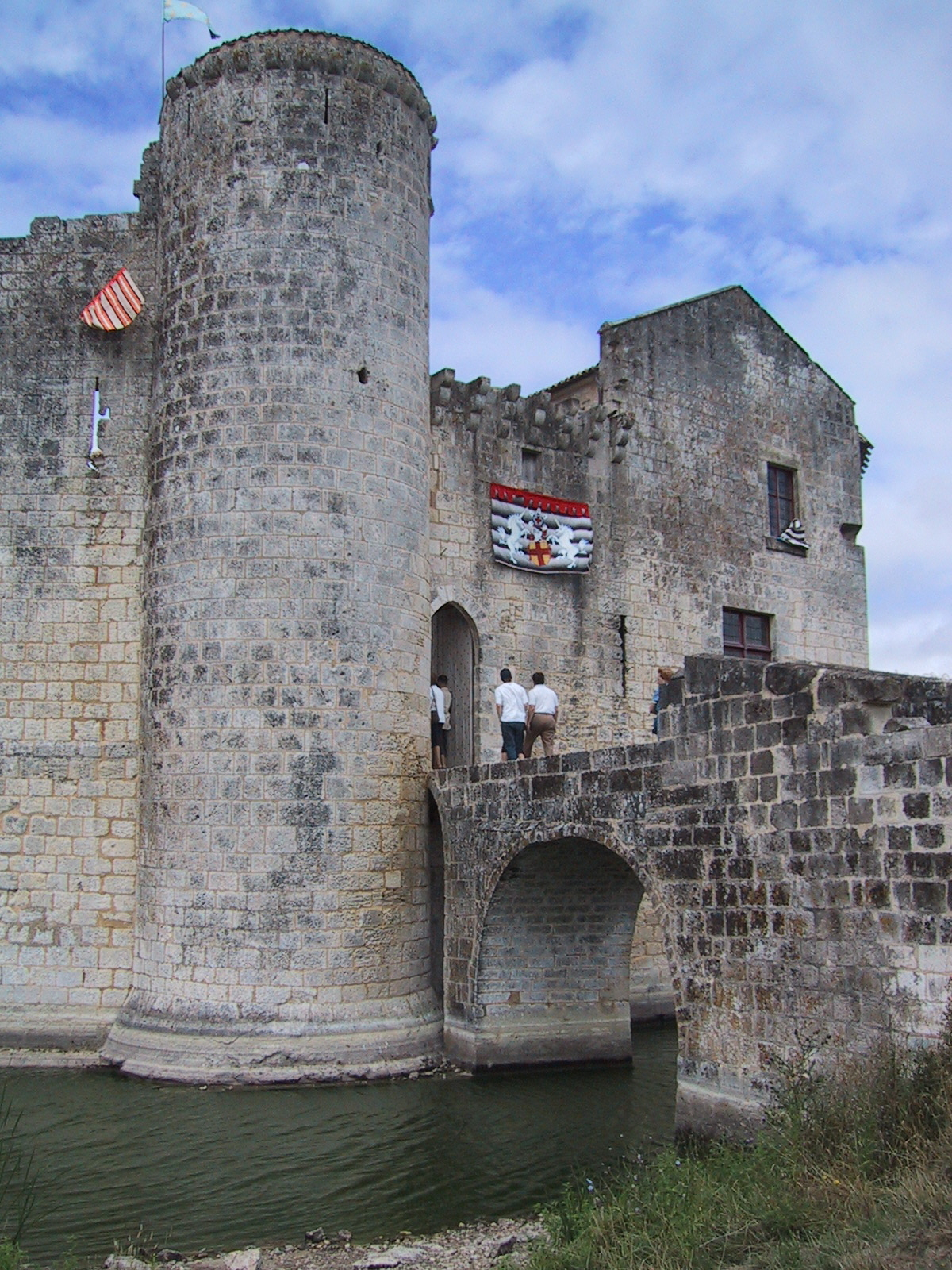
Le château de Saint-Jean-d'Angle.

## Héraldique
| Blason | Blasonnement : D’azur à la croix alésée d’argent. |